# Бурлаков, Олег Леонидович
Олег Леонидович Бурлаков (24 августа 1949, Ленинград — 21 июня 2021, Лапино) — российский изобретатель и предприниматель, долларовый миллиардер. Совладелец «Стройлесбанка» и главный акционер «Бурнефтегаза» (85 %), бывший владелец и председатель совета директоров «Новоросцемента», владелец лакокрасочной фабрики Terpentin, владелец «Инвестиционно-строительной компании „Импульс“».
В 2021 году Бурлаков занимал в российском списке Forbes 177 место с состоянием в 3 миллиарда фунтов. В этом же году скончался от COVID-19.

## Биография
Родился в Ленинграде в 1949 году. Окончил школу в посёлке Багерово под Керчью. Там была расположена воинская часть, 71-й специальный полигон, куда перевели служить отца Бурлакова. Там занимались разработкой средств доставки атомного оружия, а испытания проводились в Семипалатинске и на Новой Земле. После получения школьного образования Олег Бурлаков поступил в Киевское военное авиационное училище. В 1972 году стал офицером Военно-воздушных сил СССР. Основную часть времени он посвящал научно-исследовательской работе, занимался секретными военными разработками, которые использовались в том числе в авиапромышленности и космической отрасли.
В 1980 году успешно защитил диссертацию на соискание ученой степени кандидата технических наук в Военно-воздушной инженерной академии им. Н. Е. Жуковского.
Служил в Харькове в должности начальника кафедры эксплуатации авиационного оборудования в Харьковском высшем военном авиационном инженерном училище.
В 1989 году ушёл с военной службы по моральным соображениям («государство, в котором мы жили и давали присягу, начинало исчезать. Все трещало по швам. Советской армии не стало»).
В 1994 году вместе с семьёй переехал в Канаду из-за попытки криминалитета похитить его дочерей. Жена и дочери обосновались за границей и практически не посещали Россию.
В 2018 году на бизнесмена было совершено покушение в Москве. Полицейские выяснили, что в тот день к Бурлакову, который сидел в автомобиле Cadillac Escalade, подбежал неизвестный и окликнул его. Когда бизнесмен опустил стекло, мужчина произвел несколько выстрелов в сторону автомашины. Однако в результате инцидента никто не пострадал.
В этом же году Бурлаков попал в больницу. В анализах обнаружили мышьяк.
Бизнесмен связывал покушения с конфликтом по поводу раздела имущества в ходе бракоразводного процесса и с хищениями средств семьи, проведёнными его супругой с семейных счетов. На развод подала Людмила Бурлакова (Марченко) в декабре 2018 года.
В последние годы Бурлаков проживал в Монако, где в 2011 году получил вид на жительство и являлся резидентом страны. Также у бизнесмена имелся канадский паспорт.

### Смерть
Олег Бурлаков умер 21 июня 2021 года в подмосковной клинике «Лапино» от последствий коронавируса.
Сестра бизнесмена Вера Казакова хотела похоронить его на Серафимовском кладбище в Санкт-Петербурге, где находятся могилы его матери, отца и бабушки и где сам Бурлаков, по утверждению Казаковой, хотел быть похороненным. Но вдова бизнесмена Людмила Бурлакова с дочерями Еленой и Вероникой настаивали на захоронении тела в Канаде, при этом, по информации «Известий», они ни разу не посетили Олега Бурлакова в госпитале. По словам Казаковой, во время болезни бизнесмена никто из семьи Бурлакова не обращался к ним за информацией о состоянии его здоровья. Однако, представители жены и дочерей Бурлакова заявили, что запрашивали данную информацию.
Тело отказались выдать Вере Казаковой. Позже люди, которые представились адвокатами Людмилы Бурлаковой, вынесли тело из морга.
Вера Казакова потребовала у Следственного комитета проверить обстоятельства смерти брата и выяснить, имели ли сотрудники морга право отказаться выдавать ей его тело.
Покойного по распоряжению следователя переместили в другой морг, однако вдова Бурлакова обжаловала это решение. Тело забрали адвокаты.
В настоящее время по факту нарушений при вывозе тела идут проверки, решается вопрос о возбуждении уголовного дела. В октябре 2021 года обстоятельства вывоза тела Олега Бурлакова за границу начали проверяться Солнцевским межрайонным следственным отделом СУ по ЗАО. Проверка показала, что сотрудники Внуковской таможни приняли подложные документы о вывозе тела миллиардера. И в результате тело было отправлено в Швейцарию, а затем в Канаду.
Олега Бурлакова похоронили на кладбище в Торонто.
Согласно источнику журнала «Компания», тело Бурлакова поместили в общий колумбарий без опознавательной таблички.

## Научная деятельность
Автор свыше 30 научных публикаций и более 5 научных изобретений, за которые ему было присвоено звание «изобретатель СССР». Также одна из его работ отмечена грамотой Главнокомандующего ВВС.
Являлся автором методических рекомендаций для заочников по курсу «Основы радиоэлектроники», соавтором учебника для вузов ВВС «Основы радиоэлектроники», учебного пособия «Авиационное оборудование», учебника «Основы авиационной электротехники радиоэлектроники», методических рекомендаций по проведению войсковой стажировки курсантов факультета авиационного оборудования ХВВАИУ.

### Запатентованные изобретения
- Устройство прогнозирования работоспособности радиоэлектронной аппаратуры, патент опубликован в 1981 году, в соавторстве[20].
- Регулятор напряжения для источника переменного тока, патент опубликован в 1982 году, в соавторстве[21]
- Автономная система энергоснабжения, патент опубликован в 1984 году, в соавторстве[22]
- Свободнопоршневой двигатель с линейным электрогенератором, патент опубликован в 1989 году, в соавторстве[23]
- Заваливающаяся мачта яхты, патент опубликован в 2021 году[24]

### Научные работы
- Статья «Оценка надёжности сложных структур для построения алгоритмов контроля и диагностирования»[25]
- Статья «К вопросу о разработке кольцевых тиристорных инверторов трёхфазного тока», в соавторстве с Давидовым П. Д. и Старковым Г. Н.[26]
- Статья «Об одном методе построения существенных диагностических матриц», в соавторстве с Бакулиным С. Н. и Старковым Г. Н.[27]
- Статья «К вопросу о математическом моделировании гидромеханического привода постоянной скорости», в соавторстве с Бакулиным С. Н.[27]
- Статья «Прогнозирование технического состояния приводов постоянной скорости гидромеханического типа»[28]
- Статья «О выборе прогнозирующих параметров гидромеханических приводов постоянной скорости»[28]
- Статья «К вопросу о математическом моделировании бесконтактного вентильного генератора постоянного тока с учётом нелинейной аппроксимации кривой намагничивания», в соавторстве с Капустиным А. Г. и другими[29]
- Статья «Формализованный метод расчёта магнитных цепей электрических машин», в соавторстве с Косневичем А. Г. и другими[29]
- Доклад «Пути повышения познавательной деятельности курсантов при проведении войсковой стажировки», в соавторстве с Якуниным Г. В. и другими[30]
- Статья «О расчёте электрических машин с возвратно-поступательным движением якоря», в соавторстве с Макаревичем В. С.[31]

Большая часть научных проектов, над которыми работал Бурлаков, засекречены, но известно, что он работал над:
- исследованием вопросов применения БЦВМ для целей регулирования, управления и защиты систем электроснабжения
- разработкой математического обеспечения цифровой системы управления самолётной СЭС переменного тока постоянной частоты
- совершенствование практической подготовки курсантов факультета авиационного оборудования ХВВАИУ в период проведения практики
- исследованием возможностей использования ТВЧ для неразрушающего контроля изоляционных покрытий проводящих элементов СЭС ЛА

## Бизнес

### Производство топливных систем
В 1989 году Бурлаков совместно с кандидатом геолого-минералогических наук, инженером-геохимиком и предпринимателем Николаем Ивановичем Казаковым, мужем родной сестры Веры, организовал многопрофильное кооперативное научно-производственное объединение «Интеграл» в Харькове, которое занималось разработкой топливных систем для советской военной промышленности и деталей для космических аппаратов. Бурлаков лично занимался развитием компании, в результате «Интеграл» в 1990-х стал одной из крупнейших компаний, занимающихся подобными работами.

### Нефтяная отрасль
В 1990-х вместе с Н. И. Казаковым создал в Харькове советско-французское совместное предприятие «Совинтерфранс».
Деятельность началась со строительства холодильных складов, затем, по решению Бурлакова, компания переквалифицировалась и ушла в торговую сферу: закупала погружные нефтяные насосы у Харьковского электромеханического завода и отправляла их в Россию в обмен на нефть. В 1992 году «Совинтерфранс» открыл филиал в Санкт-Петербурге, а экспорт российской нефти составил 217 тыс. тонн. Год спустя компания открыла дочернюю фирму, а украинский «Совинтерфранс» был закрыт.
В 2005 году Бурлаков вместе с Павлом Митрофановым учредил «Бурнефтегаз». Компания скупала нефтяные месторождения на аукционах. Бурлаков занимался привлечением инвестиций для расширения бизнеса. В результате было получено 8 лицензий на разработку, а в 2013 году добыча нефти и газового конденсата составила 291 975 т.
В 2014 году Митрофанов, обвиняемый в даче взятки размером 5 млн рублей, уехал из России. Бурлаков решил продать «Бурнефтегаз». Сумма инвестиций Бурлакова достигала $700 млн, 85 % из которых были заемные средства. Предприятие было продано компании «Башнефть» за $1 млрд. Около $600 млн ушло на оплату долгов. Доля Бурлакова составляла 85 % и он получил около $360 млн. Большую часть средств бизнесмен вложил в финансовые инструменты.

### Производство цемента
В 1992 году Бурлаков и компаньоны получили контроль над заводом «Белгородцемент». Сумма инвестиций в него составила $500 тыс. В 2003 году они продали «Белгородцемент».
В ноябре 1993 года компании, принадлежащие Бурлакову и Казакову, на чековом аукционе приобрели акции цементного гиганта «Новоросцемент». В состав холдинга входили три завода производительностью более 4 млн тонн цемента в год. Экспорт продукции составлял 1 млн тонн. В 2003 году бизнесмен получил контрольный пакет акций, выкупив у Holderbank долю в 31,7 %.
В 2007 году Бурлаков и Казаков продали «Новоросцемент» за $1,2 млрд участнику списка Forbes Льву Кветному. Бурлаков принимал прямое участие в стратегическом развитии и управлении компанией. Благодаря принимаемым им решениям к 2007 году производительность цемента «Новоросцемента» возросла на 1,3 млн тонн по сравнению с 2003 годом (когда контрольный пакет акций перешёл к Бурлакову) и составила 3,8 млн тонн.

### Прочее
В 1990-х Бурлаков в партнёрстве с Казаковым удачно покупал и продавал активы в разных отраслях промышленности. В 1998 году они приобрели «Причально-грузовой узел „Росцем“» в Усть-Луге в Ленинградской области.
В 2008 году — «Краснодарпромжелдортранс» в Краснодаре.
В этом же году Бурлаков приватизировал вишеградскую лакокрасочную фабрику Terpentin, а в 2012-м взял в концессию месторождение бурого угля и бентонита в Сербии, вложив около 23,5 млн конвертируемых марок.
Также Бурлаков инвестировал в сферу строительства, куда его пригласил бывший заместитель главкома Военно-морского флота по строительству Александр Крипак, и в добычу карельских платиноидов по приглашению бывшего куратора Гохрана от КГБ Владимир Гришаенко.
На 2014 год владел 74,88 % акций в «Стройлесбанке», 20,99 % — в «Краснодарпромжелдортрансе». На 2021 год официально владел транспортной компанией «Краснодарпромжелдортранс», бизнес-центром «Калинка» в центре Тюмени, гостиницей «Тюмень-Хилтон» в том же БЦ и банком «Стройлесбанк».

## Яхта «Черная жемчужина»
Основная статья Black Pearl (yacht)
Олег Бурлаков с детства увлекался судомоделизмом и долгое время вынашивал идею строительства собственной лодки. В 2005 году, после прочтения новости о первых гибких жидкокристаллических солнечных батареях, у бизнесмена появилась идея использовать солнечные батареи вместо парусов.
В реализации замысла Бурлакову помог английский проектировщик Кен Фрейвох (Ken Freivokh), который в 2006 году разработал яхту «Мальтийский сокол» (Maltese Falcon) с уникальной системой из 15-ти квадратных парусов, раскрывающейся всего за шесть минут. Аналогичная парусная система установлена на яхте Бурлакова, которая получила название «Черная жемчужина». При этом в ткань парусов интегрированы гибкие солнечные батареи.
Строительство началось в 2010 году. На 2018 год Олег Бурлаков инвестировал в строительство яхты более 250 млн евро, при этом 150 из них — кредиты европейских банков. Общую сумму вложений оценивают от 250 до 400 млн евро.
Яхта была спущена на воду в 2016 году. «Черная жемчужина» — единственное судно в мире, способное накапливать энергию из альтернативных источников и работать за счет них.
Бурлаков считал свою яхту научным проектом и опытным образцом, планировал разрабатывать грузовые корабли на альтернативных источниках энергии. В 2019 году Black Pearl получила звание «Лучшего парусника мира» по версии The World Superyacht Awards.
Олег Бурлаков принимал непосредственное участие в создании яхты. В том числе, он изобрёл механизм для мачт, патентование которого начал в 2018 году.
Бурлаков планировал масштабировать технологии, применённые на «Чёрной жемчужине». В частности, он вёл переговоры с представителями «Объединенной судостроительной корпорации» (ОСК) об использовании в России этих разработок.
Бурлаков много внимания уделял экологии: воду на борту используют повторно, и для мытья полов команда берет очищенные канализационные стоки; раздельный сбор мусора, многоразовые пакеты, минимум пластика и химикатов — «экологическая политика» на борту очень строгая.

## Семья
Мать — медработница. Отец — военный инженер. Сестра Вера — инженер-экономист, замужем за деловым партнёром Бурлакова Николаем Казаковым.
Жена — Людмила Бурлакова, 02/07/1951. Есть две общие дочери — Елена 29/10/1973 и Вероника 18/12/1985.

### Претензии на наследство
На наследство Олега Бурлакова претендуют Людмила Бурлакова, обе его дочери, сестра Вера Казакова и её муж и бизнес-партнёр Бурлакова Николай Казаков, а также София Шевцова, которая действует в интересах своей несовершеннолетней дочери, отцом который, предположительно, является Бурлаков.
В 2004 году Олег Бурлаков составил завещание, по которому единственной его наследницей была жена.
Однако после его смерти было найдено другое завещание в простой письменной форме, датированное 2019 годом. В версии этого завещания Буралков оставил все свое имущество родной сестре Вере Казаковой и её мужу Николаю Казакову, своему давнему партнёру. Жена Людмила и дочери в завещании не упомянуты. Также бизнесмен поручает сестре и деверю позаботиться о Софии Шевцовой, её дочери и других членах его семьи.
Применимость первого и второго завещаний и подлинность второго является предметом продолжающихся судебных разбирательств.